# Arusha (regio)
Arusha is een van de 31 administratieve regio's van Tanzania. De regio bestaat met het huidige grondgebied sinds mei 2002 toen de nieuwe regio Manyara van Arusha afgesplitst werd. De regio van bijna 34.000 vierkante kilometer telde later dat jaar bijna 1,3 miljoen inwoners. De regionale hoofdstad is de gelijknamige stad Arusha. De regio is een populaire toeristische bestemming voor safari's en ook de Ngorongoro-krater.
Arusha grenst aan de regio's Kilimanjaro in het oosten, Manyara in het zuiden, Simiyu en Mara in het westen en Singida in het uiterste zuidwesten.

## Districten
De regio is onderverdeeld in zeven districten
- Arusha Stad
- Arusha
- Karatu
- Longido
- Meru
- Monduli
- Ngorongoro